# 海口東駅
海口東駅（かいこうひがしえき）は中華人民共和国海南省海口市に位置する中国国鉄海南東環鉄道の駅。海口市の事実上の中心駅で、当駅始終着の列車も多い。但し、市街地の南端に当たり、市中心部までは概ね5～10km程度の距離がある。

## 駅周辺

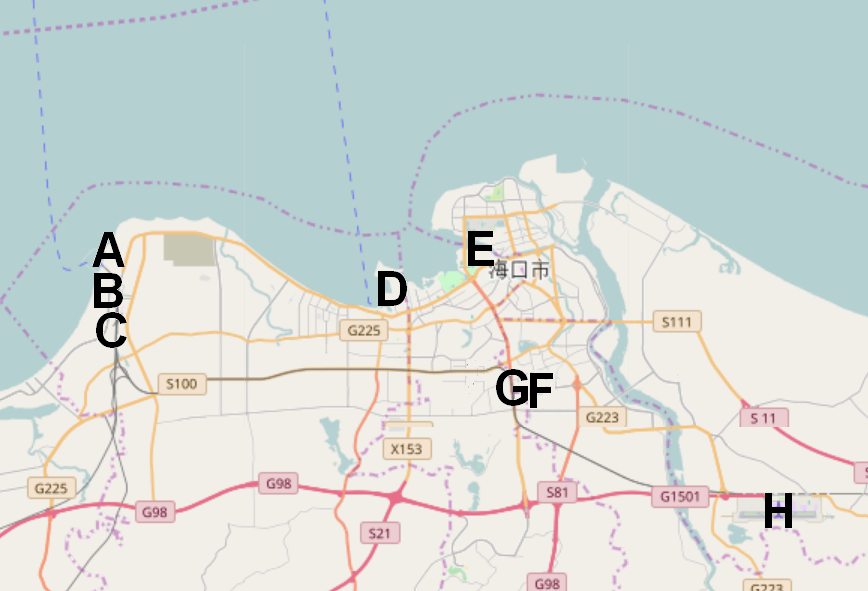
海口市内の主要交通拠点図。A:海口新港新埠頭(建設中)、B:海口南港(鉄道連絡船の埠頭)、C:海口駅、D:海口秀英港、E:海口新港、F:海口南バスターミナル(城西駅のすぐ横)、G:海口東駅、H:海口美蘭国際空港

- 海口東駅前バスターミナル

長距離バスは城西駅付近の海口南バスターミナル(海口汽车南站)が最寄りの出発点。
※海口市郊鉄道は本数が少ないので、市内バスで向かうのが便利。

## 歴史
- 2010年12月30日 - 海南東環鉄道開業とともに新設。
- 2015年12月30日 - 海南西環高速鉄道開通に伴い島内循環運転開始。
- 2019年7月1日 - 海口市郊列車試運転開始、6番線を使用。

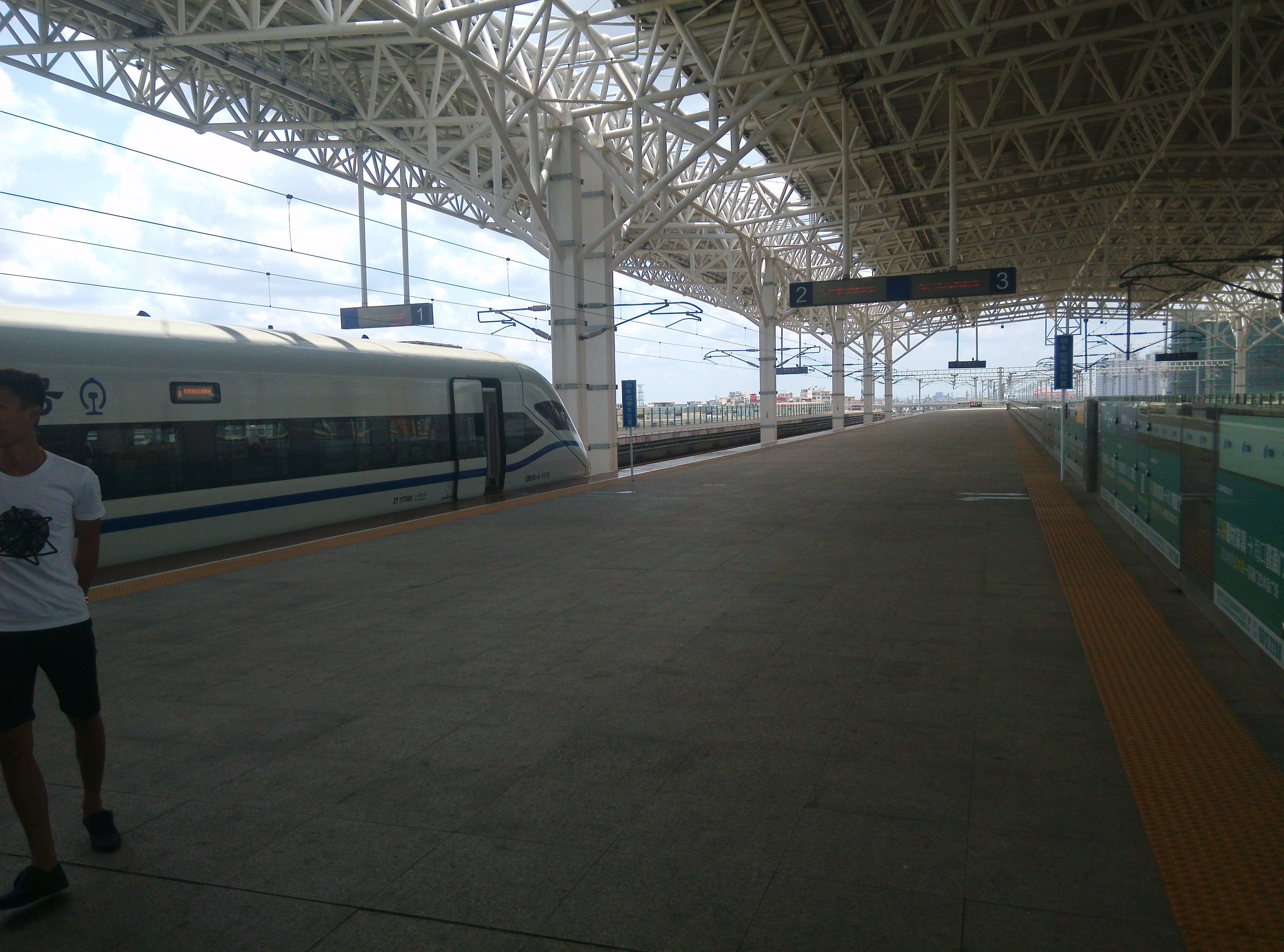
海口東駅に到着した東環線経由の和諧号。
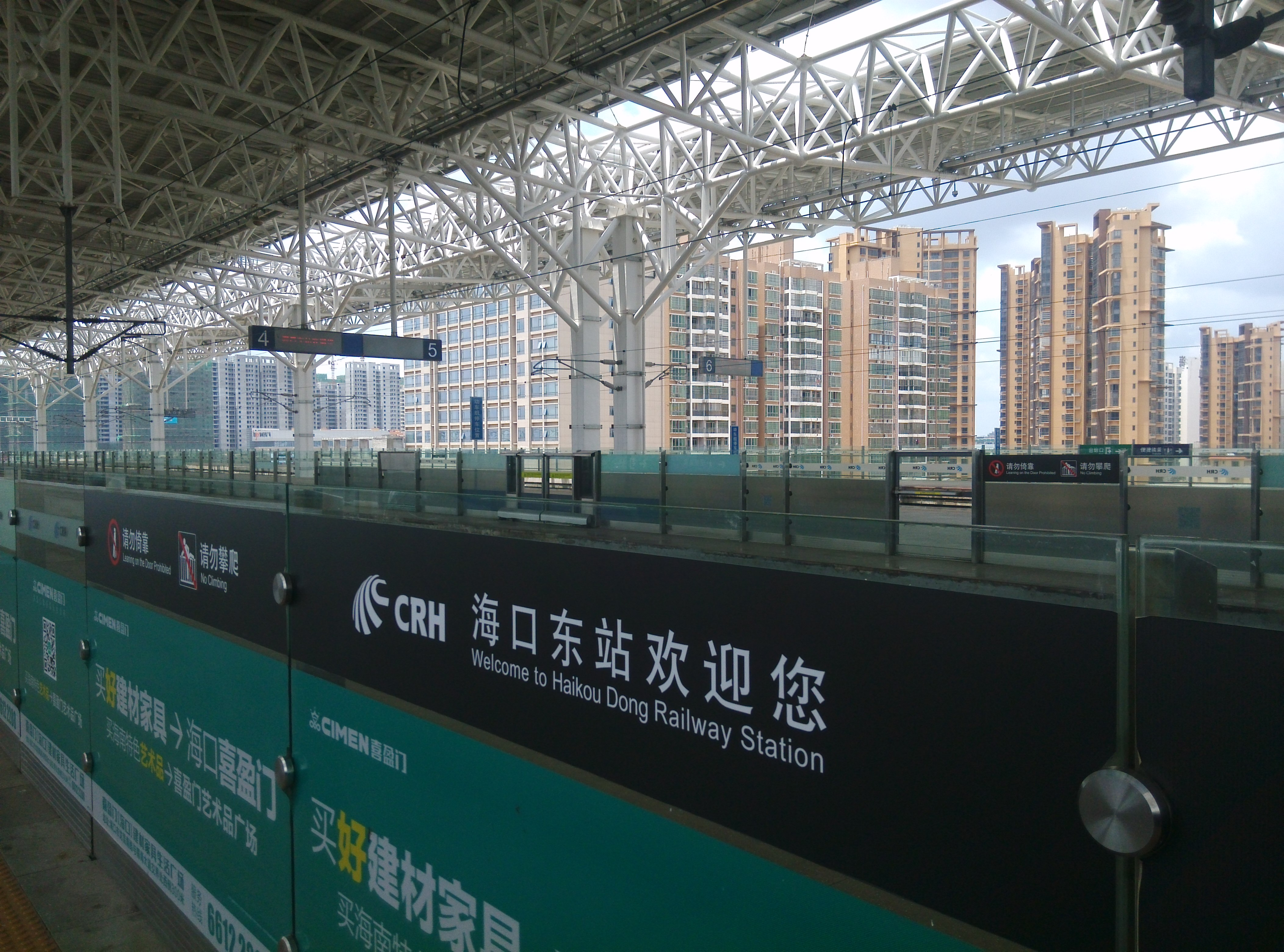
海口東駅プラットホーム。
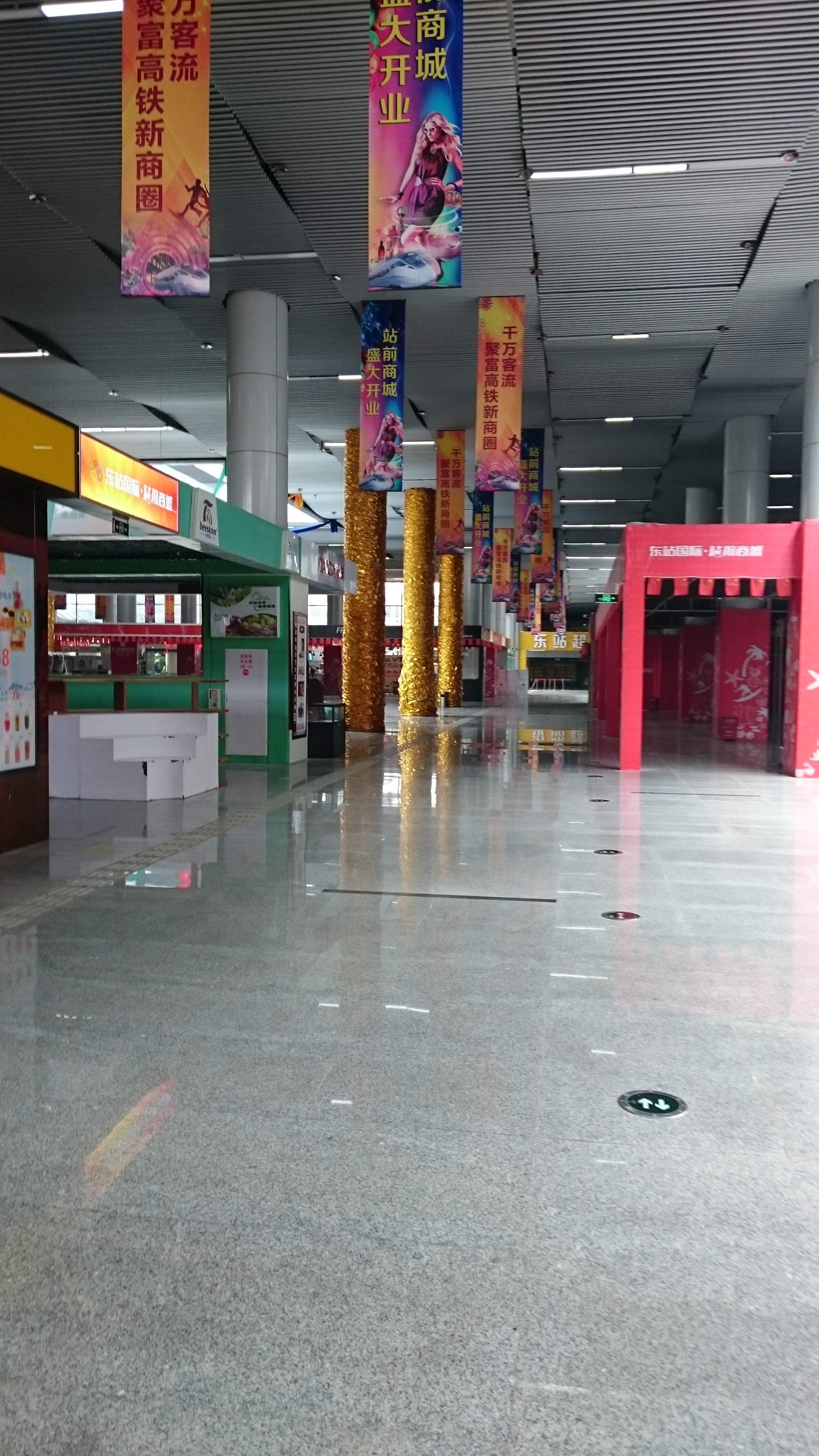
海口東駅前の地下商店街。市中心部から南に外れているため、人気がない。

## 隣の駅
海南東環鉄道
高鉄
海口駅 - 海口東駅 - 美蘭駅
都市内鉄道
城西駅 - 海口東駅 - 美蘭駅